# オーバー・ザ・トップ
『オーバー・ザ・トップ』（Over the Top）は、1987年に公開されたシルヴェスター・スタローン主演のアメリカ合衆国の映画。

## ストーリー
ニューヨーク、陸軍幼年学校の卒業式。寮生活を終えた少年たちが家族と再会し帰路に就く中、卒業生のマイケル・カトラーの迎えに見知らぬ男が現れた。リンカーン・ホークは、10年前に家を出たマイケルの実父であり、病床にいるマイケルの母クリスティーナが、父子の絆を取り戻させるために仕組んだのだった。父について祖父（母の父）ジェイソン・カトラーから「お前を捨てて逃げた」と聞かされていたマイケルは、長い間音信不通だった父を受け入れられず、「あんたなんか嫌いだ！」と声を荒らげるが、ホークは「嫌いか。そこからスタートしよう」と答えると、マイケルを自分の駆る大型トラックに乗せ、カリフォルニア州の病院に居る母に向けて出発、父子2人での旅が始まる。
一方、祖父ジェイソンは自分の部下を迎えに行かせたにも関わらず、ホークとクリスティーナに出し抜かれ激怒。上流階級のカトラー家は、娘がホークのような野蛮な労働者階級の男と結婚する事を受け入れず、ホークを毛嫌いし、10年前に追い出したのであった。その上流階級育ちのマイケルにとって、トラッカー生活は度肝を抜かれる事の連続。車中泊や肉中心の大雑把な食事、極めつけはドライブインで行われる賭け腕相撲だった。荒くれ者同士が力比べをする荒々しい世界に馴染めないマイケルは、電話でクリスティーナに助けを求めるが、最愛の母から「その旅で得るものが必ずあるから」と諭され、仕方なく旅を続けるのだった。共に時間を過ごし、徐々に心を開き始めるマイケル。コロラド州で立ち寄ったドライブインで、ホークは不良っぽい少年を呼び止めマイケルに引き合わせると、強引にアームレスリングの試合をセッティングする。突然の展開に困惑するマイケルは、3本勝負の1本目に負けると泣きながら逃げ出してしまう。しかし、ホークに「欲しい物は自分で戦って掴むんだ！きっと勝てる。万が一負けても、堂々と闘った結果なら恥じゃない」と激励され、覚悟を決めると2連勝で逆転勝利する。一緒に勝利を成し遂げた事で、ホークとマイケルは心を通わせることが出来た。
トラックでの旅を終え、二人は病院に到着する。だが、そこで二人を待っていたのは、クリスティーナが急死したという残酷な事実だった。もしホークと旅をせずにジェイソンの迎えと一緒に帰っていれば、亡くなる前の母に会えたはず。マイケルは母に会えなかった事をホークのせいだと感じて再び心を閉ざし、ホークを振り払ってタクシーで祖父の屋敷に帰ってしまう。ホークはもう一度息子と話そうとカトラー邸を訪ねるが、入口で門番から門前払いを喰らう。ホークは怒りに任せてトラックで門を突き破り、強引に侵入。マイケルに一緒に来るよう説得を試みるが、ジェイソンに引き離され、とうとう逮捕されてしまう。
留置場のホークの前にジェイソンの弁護士が現れ、「マイケルの親権を手放して州を去るならば、告訴も賠償請求も取り下げる」と取り引きを持ち掛ける。同席したマイケルからも「父さんとは行けない」と告げられ、仕方なく取り引きを受け入れる。釈放されたホークはラスベガスに向かう。そこで開催される世界アームレスリング選手権大会にエントリーするためだ。いまやマイケルのために出来るのは、ただ全力で闘う姿を見せることだけ。しかし、大会には5年間無敗の最強王者ブルー・ハーリーをはじめ、多くの力自慢の大男たちがひしめいている。ホークは息子への愛だけを胸に、人生最大の大勝負に挑む。

## 登場人物
リンカーン・ホーク
演 - シルヴェスター・スタローン
トラックの運転手。訳あって妻子と離れていたが、10年ぶりに息子マイケルと再会する。腕っぷしが強く腕相撲が得意で、賭け腕相撲の界隈ではそれなりに名前が知られている。
マイケル・カトラー
演 - デヴィッド・メンデンホール
ホークの12歳の息子。愛称はマイク。大人びているが根は寂しがり屋。理知的に振る舞っているが年相応の好奇心も持っており、ホークに心を開いてからは彼のトラックを運転して楽しんだりしていた。暴力的ではないが陸軍幼年学校出身なだけに腕力は強い。
ジェイソン・カトラー
演 - ロバート・ロッジア
マイケルの祖父。クリスティーナの父。ホークを認めておらずマイケルとクリスティーナに関わらせないように妨害していた。マイケルとクリスティーナに対する愛情は本物だが、その二人にさえも先述のホークのことで手段を択ばない措置を取ることもある。
クリスティーナ・カトラー
演 - スーザン・ブレイクリー
ホークの妻。マイケルの母。息子のことはもちろん、ホークのことも今も愛している。病床の身で自身の最期を感じており、このことがホークとマイケルを父子らしく一緒にしようと画策する切っ掛けともなった。ホークのことを「リンク」と呼び、電話などで会話したりするなど離れた後も関係は良好であり対面も望んでいたが、手術中に容態が急変し亡くなってしまう。
ボブ・“ブル”・ハーリー
演 - リック・ザムウォルト
アームレスリングの世界王者。5年間無敗の連続優勝を誇る。
ティム・サランガー
演 - クリス・マッカーティ
カトラーの弁護士。
ルーカー
演 - テリー・ファンク
カトラーのボディガード。
スマッシャー
演 - マジック・シュワルツ
ホークにドライブインで賭け腕相撲の勝負を仕掛けるが負ける。

## キャスト
| 役名                       | 俳優                       | 日本語吹替 | 日本語吹替 | 日本語吹替                                                                   | 日本語吹替 |
| 役名                       | 俳優                       | 機内上映版 | フジテレビ版 | TBS版                                                                        | テレビ朝日版 |
| -------------------------- | -------------------------- | ---------- | --- | ---------------------------------------------------------------------------- | --- |
| リンカーン・ホーク         | シルヴェスター・スタローン | 羽佐間道夫 | 玄田哲章 | 羽佐間道夫                                                                   | 安原義人 |
| マイケル・カトラー         | デヴィッド・メンデンホール | 浪川大輔   | 神藤一弘 | 井上大輔                                                                     | 藪下博文 |
| ジェイソン・カトラー       | ロバート・ロッジア         | 阪脩       | 鈴木瑞穂 | 小林勝彦                                                                     | 坂口芳貞 |
| クリスティーナ・カトラー   | スーザン・ブレイクリー     | 宗形智子   | 榊原良子 | 土井美加                                                                     | 高島雅羅 |
| ボブ・“ブル”・ハーリー     | リック・ザムウォルト       |            | 坂口芳貞 | 郷里大輔                                                                     | 麦人 |
| ティム・サランガー         | クリス・マッカーティ       |            | 富山敬 | 大塚芳忠                                                                     | |
| ルーカー                   | テリー・ファンク           | 郷里大輔   | 仁内建之 | 辻親八                                                                       | |
| アナウンサー               | ボブ・ビーティー           |            | 小川真司 | 谷口節                                                                       | |
| コリンズ                   | アラン・グラフ             |            | 仁内建之 | 小島敏彦                                                                     | |
| スマッシャー               | マジック・シュワルツ       |            | 藤本譲 | 大塚明夫                                                                     | |
| ジョン・グリズリー         | ブルース・ウェイ           |            | 飯塚昭三 | 池田勝                                                                       | |
| ビッグ・ボーイ（リッチー） | ジミー・キーガン           |            | 菊地英博 | 菊地英博                                                                     | |
| デイヴィス大佐             | ジョン・ブレイデン         |            | 加藤精三 | 吉水慶                                                                       | |
| トニー                     | トニー・ムナフォ           |            | 仲木隆司 | 池田勝                                                                       | |
| マッド・ドッグ・マディソン | ランディー・ラニー         |            | 藤本譲 | 島香裕                                                                       | |
| カール・アダムズ           | ポール・サリヴァン         |            | 加藤精三 | 麦人                                                                         | |
| ビッグ・ビル・ラーソン     | ジャック・ライト           |            | |                                                                              | |
| ハリー・ボスコ             | サム・スカーバー           |            | 大山高男 | 大塚明夫                                                                     | |
| その他                     |                            |            | 杉元直樹 椙本泰史 さとうあい 菅原淳一 色川京子 叶木翔子 吉田美保 桜井敏治 北村弘一 火野カチコ 石森達幸 峰恵研 嶋俊介 西村知道 徳丸完 | 火野カチコ 桜井敏治 紗ゆり 叶木翔子 塚田正昭 稲葉実 幹本雄之 四沢康志 石川匡 | 阪脩 山野史人 田原アルノ 西村知道 田中康郎 島香裕 郷里大輔 飯塚昭三 西尾徳 幹本雄之 片岡富枝 中多和宏 成田剣 朝倉佐知 紗ゆり 菅谷恵子 中澤やよい 井上大輔 徳永浩之 江原和哉 |

- 機内上映版：2025年9月28日『BS10スターチャンネル』
- 機内上映版の吹き替えは本作が劇場公開された1987年に録音された[4]。
- フジテレビ版：1989年4月8日『ゴールデン洋画劇場』
- TBS版：1991年5月1日『水曜ロードショー』
- テレビ朝日版：1992年5月31日『日曜洋画劇場』
- HDニューマスター版DVDにはTBS版の吹き替えが収録され、HDニューマスター版BDにはTBS版も含めフジテレビ版も収録された。テレビ朝日版も収録予定だったが、諸事情により見送られた。

## スタッフ
- 監督：メナハム・ゴーラン
- 脚本：スターリング・シリファント、シルヴェスター・スタローン
- 原案：ゲイリー・コンウェイ、デヴィッド・C・エンゲルバック
- 製作：メナハム・ゴーラン、ヨーラム・グローバス
- 製作総指揮：ジェームズ・D・ブルベイカー
- 音楽：ジョルジオ・モロダー
- 撮影：デヴィッド・ガーフィンケル
- 編集：ジェームズ・サイモンズ、ドン・ジマーマン

### 日本語版
- 日本語字幕：進藤光太

|      | 機内上映版 | フジテレビ版           | TBS版                      | テレビ朝日版           |
| ---- | ---------- | ---------------------- | -------------------------- | ---------------------- |
| 演出 |            | 蕨南勝之               | 蕨南勝之                   | 松川陸                 |
| 翻訳 |            | 鈴木導                 | たかしまちせこ             | 入江敦子               |
| 調整 |            | 近藤勝之               |                            | 桑原邦男               |
| 選曲 |            | 佐藤良介               |                            |                        |
| 効果 |            |                        |                            | 佐藤良介               |
| 担当 |            | 山形淳二               | 上田正人                   | 山田ゆみ子             |
| 制作 |            | ニュージャパンフィルム | ニュージャパンフィルム TBS | ニュージャパンフィルム |
| 解説 |            | 高島忠夫               |                            | 淀川長治               |

## サウンドトラック
サウンドトラック盤は日本ではオリコン洋楽アルバムチャートで1987年3月9日付から5週連続1位を獲得した。
- 『オーバー・ザ・トップ』：サミー・ヘイガー with エディ・ヴァン・ヘイレン
- 『イン・ディス・カントリー』：ロビン・ザンダー
- 『テイク・イット・ハイアー』：ラリー・グリーン
- 『オール・アイ・ニード・イズ・ユー』：ビッグ・トラブル（英語版）
- 『バッド・ナイト』：フランク・スタローン
- 『心の夜明け』：ケニー・ロギンス
- 『ジプシー・ソウル』：エイジア

## その他
- サウンドトラックに収録されている、『イン・ディス・カントリー』は、1991年、1992年にフジテレビで放送されたF1グランプリのエンディング曲として採用された。
- 出演者には後にプロレスラーとなるスコット・ノートンや、元プロレスラー（後にカムバック）のテリー・ファンク、日本のアームレスリング第一人者の南波勝夫もおり、史上最強のアームレスラーとして知られるジョン・ブルザンクも出演している。
- この映画でスタローンとの腕相撲を演じた男性のその後についての話が『ステロイド合衆国』 (Bigger, Stronger, Faster*) という2008年のドキュメンタリーに出てくる。その取材によると、彼は50歳を過ぎてもいまだに身体を鍛え続けており、定職も持たず、家も持たず、自動車に寝泊りしつつ、たまにジムでボディビルの指導をして収入を得るも、その全てがステロイド剤の購入代金に消えてゆく、という生活を送っているという。